# داستان کارآگاهی
داستان کارآگاهی یا داستان پلیسی (انگلیسی: Detective fiction)؛ گونه‌ای از داستان جنایی و داستان معمایی است که در آن یک بازپرس جنایی یا یک کارآگاه — حرفه‌ای یا آماتور (تازه‌کار) — پیرامون یک جرم و جنایت، اغلب قتل عمد، به تحقیق و بررسی می‌پردازد.

## سینما
از منظر آلفرد هیچکاک، یک کیفیت اساسی میان این نوع آثار سینمایی درک عمیق دوربین است. 